# 1210 Моросовія
1210 Моросовія (1210 Morosovia) — астероїд головного поясу, відкритий 6 червня 1931 року.
Тіссеранів параметр щодо Юпітера — 3,216.